# Pieter Laurens Mol
Pieter Laurens Mol (Breda, 1946) is een Nederlands conceptueel beeldend kunstenaar.
Zijn werk bestaat uit installaties, foto's en tekeningen.

## Biografie
Van 1959-1963 volgt Mol de opleiding voor timmerman/meubelmaker aan de Bisschoppelijke Nijverheidsschool in Voorhout en studeert aansluitend van 1964-1966 aan de Academie voor Beeldende Kunsten Sint-Joost in Breda, waar hij onder andere les krijgt van fotograaf Cas van Os. Hij is in 1972 mede-oprichter van In-Out Center in Amsterdam, een van de eerste kunstenaarsinitiatieven in Nederland.
Van 1986 tot 1991 was Mol verbonden als docent aan de Rijksakademie in Amsterdam.
Pieter Laurens Mol woont en werkt in Brussel.

## Werk
In zijn werk onderzoekt Mol de semantische condities van het beeld, waarbij poëzie en humor een rol spelen. 
Werk van Pieter Laurens Mol is onder andere opgenomen in de collecties van het Van Abbemuseum in Eindhoven, het Stedelijk Museum Amsterdam en het Museum of Modern Art in New York.